# Power of Three
| Recensione | Giudizio |
| ---------- | -------- |
| AllMusic   | [ 1 ]    |

Power of Three è un album del pianista francese Michel Petrucciani pubblicato nel 1987 dalla casa discografica Blue Note.

## Il disco
L'album è stato registrato dal vivo nel corso della Blue Note Night, svoltasi nell'ambito del Montreux Jazz Festival nel luglio del 1986 e vede all'opera un trio formato da grandissimi musicisti: ad affiancare Michel Petrucciani ci sono infatti un maestro della chitarra jazz, Jim Hall e il poliedrico sassofonista Wayne Shorter.
Petrucciani e Hall avevano suonato insieme nel dicembre dell'anno precedente, prima in duo e successivamente in quartetto al Village Vanguard di New York. Da questo incontro nacque l'idea di registrare un disco insieme e il festival di Montreux offrì loro questa occasione, nella quale la presenza di Shorter arricchisce la gamma di espressioni musicali.
L'album si apre con Limbo, un brano scritto da Wayne Shorter al tempo della sua collaborazione con Miles Davis e registrato nel 1967 dal quintetto di quest'ultimo. I tre si avventurano in rispettivi assoli di diversa impostazione, ma di eguale intensità.
Segue un magnifico ed energico duetto tra Petrucciani e Hall in Careful, un brano scritto da Jim Hall nel 1959, quando faceva parte del trio di Jimmy Giuffre.
Morning Blues è un brano scritto da Petrucciani, nel quale il tono secco e tutt'altro che sentimentale del sax soprano di Shorter contrasta con i modi intimistici e nostalgici della chitarra di Hall. Petrucciani, nel suo assolo, si avvicina un po' all'uno e un po' all'altro, sul filo di una controllata passione.
Nella versione in CD compaiono a questo punto due brani non presenti nell'LP: Waltz New di Jim Hall e Beautiful Love, uno standard di Gillespie trascurato dai più.
Un classico di Ellington è In A Sentimental Mood, nel quale il pianista ed il chitarrista esibiscono eleganti interplay e assoli ben disegnati.
L'album si chiude con Bimini, un brano in stile calypso scritto da Hall per l'occasione. Una volta di più, i tre artisti mettono in mostra le proprie capacità in uno scambio armonioso di ruoli, ma anche mettendo bene in evidenza i rispettivi stili interpretativi.
Il disco è uscito nel 1987 contemporaneamente in LP e CD, in un periodo di transizione e sovrapposizione tra le due modalità di riproduzione. La versione in CD contiene due brani in più, che per motivi di spazio non potevano essere compresi nella versione in vinile.

## Tracce

### LP
Lato A
1. Limbo – 7:57 (Wayne Shorter)
2. Careful – 6:49 (Jim Hall)
3. Morning Blues – 8:15 (Michel Petrucciani)

Lato B
1. In a Sentimental Mood – 12:18 (Manny Kurtz, Irving Mills, Duke Ellington)
2. Bimini – 10:05 (James S. Hall)

### CD
Edizione CD del 1987, pubblicato dalla Blue Note Records (CDP 7 46427 2)
1. Limbo – 7:57 (Wayne Shorter)
2. Careful – 6:49 (Jim Hall)
3. Morning Blues – 8:15 (Michel Petrucciani)
4. Waltz New – 5:30 (James S. Hall) – Brano presente solo nella versione CD
5. Beautiful Love – 7:19 (Haven Gillespie, Victor Young, Wayne King, Egbert Van Alstyne) – Brano presente solo nella versione CD
6. In a Sentimental Mood – 12:18 (Manny Kurtz, Irving Mills, Duke Ellington)
7. Bimini – 10:05 (James S. Hall)

## Formazione
- Michel Petrucciani - pianoforte
- Jim Hall – chitarra
- Wayne Shorter – sassofono tenore (brani: Limbo, Morning Blues e Bimini)[2] e soprano

Note aggiuntive
- Dave Rubinson - produttore
- Mary Ann Topper - co-produttrice
- Registrazioni effettuate dal vivo al The Montreux Jazz Festival il 14 luglio 1986 dalla Mountain Recording Studios
- Dave Richards - ingegnere delle registrazioni
- Henry Marquez - design copertina album originale
- Studio-Reportage/Edouard Curchod - fotografia fronte copertina album originale
- Jacques Straessle/Edouard Curchod - fotografie retrocopertina album originale
- Ringraziamenti speciali a:
Eugenia Morrison - per la sua amorevole pazienza
Bruce Lundvall - per aver reso possibile questo progetto
Mary Ann Topper - per il suo amore e il suo senso di humor
Richard Preusser - per il suo grande aiuto sulla strada
Michael Cuscuna - per il suo meraviglioso aiuto[3]